# Терехов, Владислав Петрович
Владисла́в Петро́вич Те́рехов (5 ноября 1933 — 11 сентября 2023) — советский и российский дипломат. Чрезвычайный и полномочный посол, заслуженный работник дипломатической службы Российской Федерации (2003).

## Биография
Родился 5 ноября 1933 года. Окончил Московский государственный институт международных отношений МИД СССР в 1957 году. Дипломатический ранг — чрезвычайный и полномочный посол.
- В 1957—1962 годах — сотрудник Посольства СССР в Австрийской Республике.
- В 1962—1964 годах — сотрудник 3-го Европейского отдела МИД СССР.
- В 1964—1970 годах — сотрудник Посольства СССР в ФРГ.
- В 1970—1981 годах — сотрудник 3-го Европейского отдела МИД СССР.
- В 1968—1978 годах — работа в аппарате МИД СССР, в частности на посту заведующего Первым Европейским отделом.
- В 1981—1986 годах — советник-посланник Посольства СССР в ФРГ.
- В 1986—1988 годах — начальник Управления по работе с совпосольствами МИД СССР.
- В 1988—1990 годах — начальник Главного управления кадров и учебных заведений МИД СССР.
- С 24 апреля 1990 по 3 сентября 1997 года — чрезвычайный и полномочный посол СССР, затем Российской Федерации в ФРГ.
- В 1997—1999 годах — посол по особым поручениям МИД России.

В 1999 году вышел в отставку. Профессор кафедры дипломатии МГИМО(У).
Член координационного комитета российско-германского общественного форума «Петербургский диалог». Автор книги воспоминаний «Холодный блеск Фортуны».
Скончался 11 сентября 2023 года на 90-м году жизни.

## Награды и почётные звания
- Орден Дружбы (25 августа 2023) — за большой вклад в реализацию внешнеполитического курса Российской Федерации и многолетнюю добросовестную дипломатическую службу[2]
- Орден Трудового Красного Знамени
- Заслуженный работник дипломатической службы Российской Федерации (21 сентября 2003 года) — за активное участие в реализации внешнеполитического курса Российской Федерации и многолетнюю добросовестную работу [3]
- Почётная грамота президента Российской Федерации (28 декабря 2023 года) — за заслуги в научно-педагогической деятельности, подготовке квалифицированных специалистов [4]
- Почётная грамота Президиума Верховного совета РСФСР
- 3 медали
- Нагрудный знак «За отличие» МИД России